# Diocesi di Mackenzie-Fort Smith

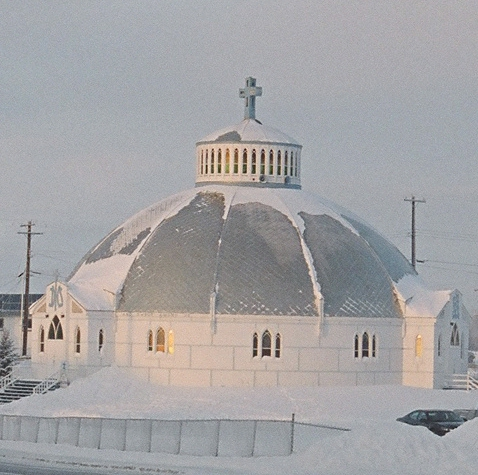
La chiesa di Nostra Signora della Vittoria (Our Lady of Victory) a Inuvik.

La diocesi di Mackenzie-Fort Smith (in latino Dioecesis Mackenziensis-Arcis Smith) è una sede della Chiesa cattolica in Canada suffraganea dell'arcidiocesi di Grouard-McLennan. Nel 2023 contava 22.300 battezzati su 44.550 abitanti. È retta dal vescovo Jon Hansen, C.SS.R.

## Territorio
La diocesi comprende l'intero territorio del Nord-Ovest, l'estrema parte occidentale del territorio di Nunavut e la parte nord-occidentale del Saskatchewan.
Sede vescovile è la città di Yellowknife, mentre a Fort Smith si trova la cattedrale di San Giuseppe.
Il territorio si estende su 1.523.400 km² (cinque volte l'Italia) ed è suddiviso in 8 parrocchie.

## Storia
Il vicariato apostolico di Mackenzie fu eretto il 3 luglio 1901 in seguito alla divisione del vicariato apostolico di Athabaska-Mackenzie, che diede origine anche al vicariato di Athabaska, da cui deriva l'odierna arcidiocesi di Grouard-McLennan.
Il 9 marzo 1908 cedette una porzione del suo territorio a vantaggio dell'erezione della prefettura apostolica dello Yukon (oggi diocesi di Prince George).
Il 15 marzo 1927 il breve Quae ad rei di papa Pio XI stabilì una variazione dei confini fra i vicariati apostolici di Athabaska e di Mackenzie.
Il 13 luglio 1967 in virtù della bolla Adsiduo perducti di papa Paolo VI il vicariato apostolico è stato elevato a diocesi e ha assunto il nome attuale.
Il 25 gennaio 2016 la diocesi è passata dalla giurisdizione della Congregazione per l'evangelizzazione dei popoli alla giurisdizione della Congregazione per i vescovi.

## Cronotassi dei vescovi
Si omettono i periodi di sede vacante non superiori ai 2 anni o non storicamente accertati.
- Gabriel-Joseph-Elie Breynat, O.M.I. † (31 luglio 1901 - 6 aprile 1943 dimesso)
- Joseph-Marie Trocellier, O.M.I. † (6 aprile 1943 succeduto - 27 novembre 1958 deceduto)
- Paul Piché, O.M.I. † (5 marzo 1959 - 24 gennaio 1986 dimesso)
- Denis Croteau, O.M.I. (24 gennaio 1986 - 10 maggio 2008 ritirato)
- Murray Chatlain (10 maggio 2008 - 6 dicembre 2012 nominato arcivescovo di Keewatin-Le Pas)
- Mark Andrew Hagemoen (15 ottobre 2013 - 12 settembre 2017 nominato vescovo di Saskatoon)
- Jon Paul Christian Hansen, C.SS.R., dal 15 dicembre 2017

## Statistiche
La diocesi nel 2023 su una popolazione di 44.550 persone contava 22.300 battezzati, corrispondenti al 50,1% del totale.
| anno | popolazione | popolazione | popolazione | presbiteri | presbiteri | presbiteri | presbiteri                | diaconi | religiosi | religiosi | parrocchie |
| anno | battezzati  | totale      | %           | numero     | secolari   | regolari   | battezzati per presbitero | diaconi | uomini    | donne     | parrocchie |
| ---- | ----------- | ----------- | ----------- | ---------- | ---------- | ---------- | ------------------------- | ------- | --------- | --------- | ---------- |
| 1950 | 12.000      | 16.000      | 75,0        | 60         |            | 60         | 200                       |         | 107       | 92        | 4          |
| 1966 | 13.802      | 25.404      | 54,3        | 54         |            | 54         | 255                       |         | 102       | 112       | 33         |
| 1970 | 17.696      | 34.908      | 50,7        | 55         |            | 55         | 321                       |         | 87        | 104       | 47         |
| 1976 | 24.337      | 55.178      | 44,1        | 43         | 1          | 42         | 565                       |         | 67        | 84        | 8          |
| 1980 | 18.948      | 39.675      | 47,8        | 39         |            | 39         | 485                       |         | 62        | 52        | 21         |
| 1990 | 19.834      | 35.439      | 56,0        | 19         | 1          | 18         | 1.043                     | 1       | 26        | 33        | 40         |
| 1999 | 26.200      | 44.860      | 58,4        | 7          | 2          | 5          | 3.742                     | 1       | 5         | 18        | 18         |
| 2000 | 25.150      | 41.800      | 60,2        | 8          | 3          | 5          | 3.143                     |         | 5         | 14        | 40         |
| 2001 | 25.404      | 42.154      | 60,3        | 8          | 3          | 5          | 3.175                     | 1       | 5         | 14        | 40         |
| 2002 | 24.587      | 39.881      | 61,7        | 9          | 3          | 6          | 2.731                     | 1       | 6         | 15        | 18         |
| 2003 | 21.900      | 37.360      | 58,6        | 8          | 3          | 5          | 2.737                     | 3       | 5         | 14        | 46         |
| 2004 | 28.540      | 42.040      | 67,9        | 11         | 4          | 7          | 2.594                     | 3       | 8         | 16        | 46         |
| 2013 | 27.050      | 49.150      | 55,0        | 8          | 4          | 4          | 3.381                     | 1       | 5         | 6         | 8          |
| 2016 | 36.375      | 50.568      | 71,9        | 9          | 4          | 5          | 4.041                     |         | 6         | 5         | 8          |
| 2019 | 27.133      | 54.487      | 49,8        | 7          | 4          | 3          | 3.876                     |         | 4         | 5         | 7          |
| 2021 | 24.340      | 48.700      | 50,0        | 7          | 3          | 4          | 3.477                     | 2       | 5         | 6         | 18         |
| 2023 | 22.300      | 44.550      | 50,1        | 10         | 5          | 5          | 2.230                     | 1       | 6         | 5         | 8          |